# Paralaurionita
La paralaurionita és un mineral de la classe dels halurs, que pertany al grup de la matlockita. Rep el seu nom per la seva relació amb la laurionita.

## Característiques
La paralaurionita és un halur de fórmula química PbCl(OH). Cristal·litza en el sistema monoclínic. La seva duresa a l'escala de Mohs és 3.
Segons la classificació de Nickel-Strunz, la paralaurionita pertany a «03.DC - Oxihalurs, hidroxihalurs i halurs amb doble enllaç, amb Pb (As,Sb,Bi), sense Cu» juntament amb els següents minerals: laurionita, fiedlerita, penfieldita, laurelita, bismoclita, daubreeïta, matlockita, rorisita, zavaritskita, zhangpeishanita, nadorita, perita, aravaipaïta, calcioaravaipaïta, thorikosita, mereheadita, blixita, pinalita, symesita, ecdemita, heliofil·lita, mendipita, damaraïta, onoratoïta, cotunnita, pseudocotunnita i barstowita.

## Formació i jaciments
Va ser descoberta al districte de Làurion, a la prefectura d'Attikí, a Grècia. Ha estat descrita en altres indrets del país hel·lè, així com a altres indrets europeus: França, Alemanya, la República Txeca, Àustria, Itàlia i el Regne Unit. També ha estat descrita fora del vell continent: als Estats Units, el Marroc, Sud-àfrica, Xile i Austràlia.